# Gmina Orava
Gmina Orava (est. Orava vald) – była gmina wiejska w Estonii, w prowincji Põlva.
W skład gminy wchodziło:
- 30 wsi: Hanikase, Jantra, Kahkva, Kakusuu, Kamnitsa, Kliima, Korgõmõisa, Kõivsaare, Kõliküla, Kõvera, Lepassaare, Liinamäe, Luuska, Madi, Marga, Orava, Oro, Piusa, Praakmani, Päka, Pääväkese, Rebasmäe, Riihora, Rõssa, Soe, Soena, Suuremetsa, Tamme, Tuderna oraz Vivva.

W 2017 w wyniku reformy administracyjnej estońskich gmin obszar gminy Orava przyłączono do gminy Võru w prowincji Valga.